# Ostryż cytwarowy
Ostryż cytwarowy, o. plamisty, cytwar, kurkuma plamista (Curcuma zedoaria L.) – gatunek byliny z rodziny imbirowatych. Pochodzi z Azji Południowo-Wschodniej i tam też głównie uprawiany, ale spotykany poza tym w całej strefie tropikalnej. Miejscami dziczejący na brzegach wód (np. na Florydzie). Wykorzystywany jako roślina warzywna (jadalne są liście i wytwarzana z kłączy tzw. skrobia shoti), przyprawowa (dodawana do potraw rybnych) i lecznicza. Wytwarzany z niej olej o zapachu komforowym znany był w Europie od VI–VII wieku.

## Morfologia
PokrójBylina wyrastająca z grubego kłącza z palczasto podzielonymi bulwami korzeniowymi.
LiścieTylko odziomkowe, długoogonkowe, z pochwiastymi nasadami, które tworzą pień pozorny. Blaszka liściowa z ciemnopurpurową plamą, lancetowata, o długości od ok. 40 do ponad 60 cm.
KwiatyPęd kwiatowy bezlistny, na szczycie z kłosem kwiatowym, o wysokości 15 do 23 cm. Kwiaty białe lub żółtawe, z purpurowymi plamami. Kielich rurkowaty, trójdziałkowy. Korona trójpłatkowa. Mają jeden słupek i pręcikowie złożone z jednego płodnego pręcika i 4 prątniczków tworzących warżkę. Przysadki białawe, o zielonkawych i różowych szczytach.
OwoceTorebki.